# C в круге
Ⓒ, ⓒ (C в круге) — типографический символ, латинская буква «C», помещённая в окружность. Используется наряду с другими буквами и цифрами, также помещёнными в окружность в качестве маркера списка, но может употребляться и в других контекстах.

## Использование

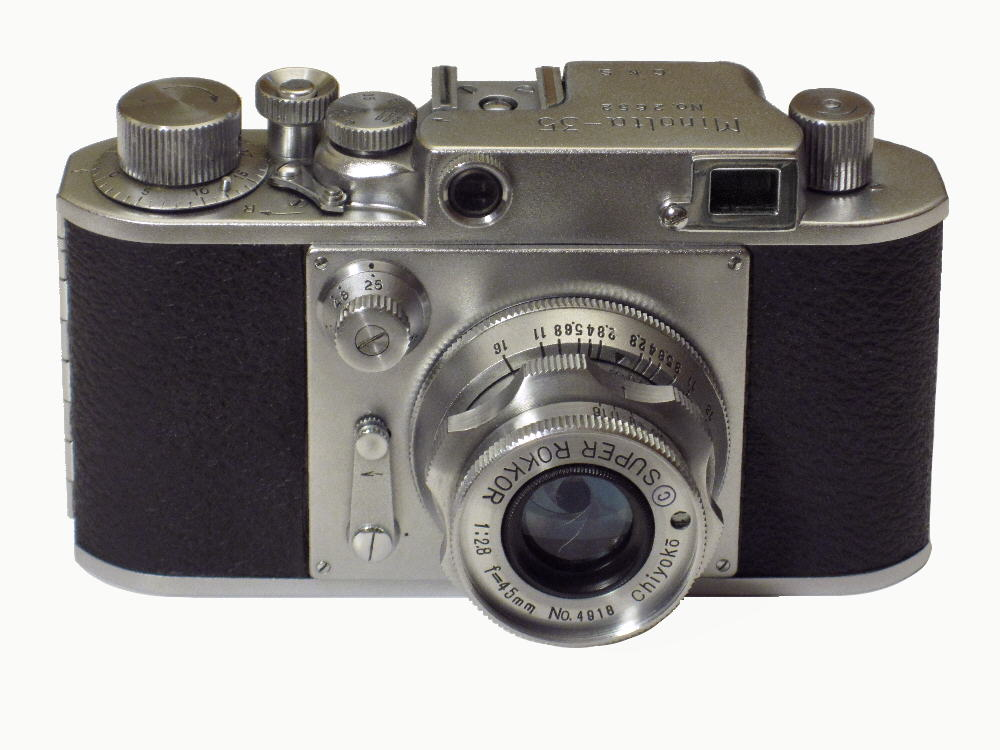
Minolta-35 1947 года выпуска

На некоторых фотоаппаратах Chiyoda Kogaku, выпущенных с 1947 по 1949 годы, использовался синий символ ⓒ в составе подписи объектива (как, например, «ⓒ Super Rokkor»), в частности, на Minolta 35 и Minolta Memo. Он обозначал просветлённую оптику, а не авторское право. Похожие надписи встречаются и на объективах других производителей. Например, на некоторых объективах Olympus Zuiko имеется красная надпись «Zuiko C.», обозначающая просветлённую оптику.
Этот символ широко использовался компанией Cruver на своих пластиковых моделях распознавания, производившихся во время Второй мировой войны.
В расширениях для МФА, используемых при транскрипции расстроенной речи, заглавная C в круге (Ⓒ) обозначает согласный, определить качество которого не представляется возможным. При этом строчная C в круге (ⓒ) может обозначать неопределяемый звук, который, вероятно, представляет собой [c]. В обоих случаях при невозможности корректно отобразить символ может использоваться замена в виде символа, помещённого в скобки, подчёркнутого и надчёркнутого: (C̲̅) (c̲̅)